# Albești (localidad de Constanța)
Albești es una localidad rumana de la comuna homónima, en el condado de Constanța.

## Toponimia
En el lugar hubo en el pasado una localidad cuyo nombre puede encontrarse escrito con grafías como Ac-Başi, Acbași y Akbaș. El sitio pasó a llamarse Albești.

## Historia
Hacia comienzos del siglo XX, la localidad de Ac-Başi, que ya por entonces pertenecía al condado de Constanța, formaba parte de la comuna de Sarighiol y tenía contabilizada una población de 174 habitantes.
En la segunda mitad del siglo XX la localidad de Albești había pasado a formar parte de la comuna homónima de Albești. En el censo de 2021 la localidad tenía una población de 1480 habitantes.